# 주부토로
주부토로(主夫吐路)는 인천광역시 부평구 부평4동 북부교육청입구삼거리에서 출발하여 신트리공원, 작전고가교, 계산역을 거쳐 계양구 계산동 계양산입구까지 이어주는 도로이다. 총 연장은 6km이다.

## 구간
북부교육청입구교차로 - 대정로교차로 - 부흥로교차로 - 부흥북로교차로 - 길주남로교차로 - 신트리교차로 - 신트리공원사거리 - 굴포2교 - 굴포로교차로 - 서부2교 - 갈산사거리 - 갈산로입구 - 부평북로교차로 - 작전고가교 - 작전고가앞교차로 - 화전초교사거리 - 봉오대로교차로 - 계산동교차로 - 어사대로입구 - 계산역교차로 - 계산국민체육센터 - 계양산로교차로

## 명명 원유
이 도로는 고구려의 주부토군을 기념하여 만든것이다. 주부토군은 현재의 인천광역시 부평구, 계양구, 부천시, 서울특별시 구로구이다. 이중 부평구, 계양구만 연결하였다.